# Rottleben
Rottleben é uma localidade e antigo município da Alemanha localizado no distrito de Kyffhäuserkreis, estado da Turíngia.  Pertence ao Verwaltungsgemeinschaft de Kyffhäuser. Desde 31 de dezembro de 2012, forma parte do município de Kyffhäuserland.